# Mohamed Tiaïba
Mohamed Tiaïba, né le 26 juillet 1988 à Bordj Ghedir en Algérie, est un joueur de football algérien, qui évolue au poste d'attaquant.

## Biographie
Il inscrit 13 buts en première division algérienne lors de la saison 2015-2016, ce qui fait de lui le meilleur buteur du championnat.
Il dispute plus de 200 matchs en première division algérienne. Il participe à la Ligue des champions d'Afrique en 2014 avec le club de l'ES Sétif.

## Palmarès
| RC Relizane - Championnat d'Algérie : - Meilleur buteur : 2015-16 (13 buts). - Co-meilleur buteur : 2019-20 (10 buts). |